# Fred Ludwig Sepaintner
Fred Ludwig Sepaintner (geb. 1949 in Mannheim) ist ein Historiker, Biograph und Vorstandsmitglied der Kommission für geschichtliche Landeskunde Baden-Württemberg. Er ist Herausgeber der Baden-Württembergischen Biografien.

## Leben und Wirken
Fred Ludwig Sepaintner studierte an der Universität seines Geburtsorts Mannheim Geschichte, Politik und Germanistik und promovierte über Die Reichstagswahlen im Großherzogtum Baden 1871–1912. Seit 1977 arbeitete er am Generallandesarchiv Karlsruhe. 1982 wurde er als Leiter der Abteilung Landesbeschreibung an das Staatsarchiv Freiburg versetzt. In dieser Funktion entstanden die Kreisbeschreibungen von Konstanz, Lörrach und Emmendingen. Seit 1992 ist er Mitglied der Kommission für geschichtliche Landeskunde Baden-Württemberg, seit 2001 deren Vorstandsmitglied. Sepaintner veröffentlichte zahlreiche Beiträge im Historischen Atlas von Baden-Württemberg, darunter zu Wahlen, Bevölkerungsentwicklung und Konfessionsstruktur. Fred Ludwig Sepaintner, der früh mit Bernd Ottnad, dem früheren Leiter des Landesarchivs Freiburg, zusammenarbeitete, ist seit Bd. 4 Herausgeber der Reihe. Er leistete diese Arbeit ehrenamtlich.

## Schriften (Auswahl)
- Die Reichstagswahlen im Großherzogtum Baden. Ein Beitrag zur Wahlgeschichte im Kaiserreich. Lang, Frankfurt am Main 1983.
- (Hrsg.) Hans Filbinger. Aus neun Jahrzehnten. DRW-Verlag, Braun, Leinfelden-Echterdingen 2003.